# زن متأهل (فیلم ۱۹۸۶)
زن متأهل (به هندی: Suhaagan) فیلمی محصول سال ۱۹۸۶ و به کارگردانی کی. راگاوندرا رائو است. در این فیلم بازیگرانی همچون سری دوی، جیتندرا، پادمینی کولاپوری، راج بابار، پران، تانوجا، قادرخان، شاکتی کاپور، آریونا ایرانی، آسرانی ایفای نقش کرده‌اند.